# George Foreman
George Edward Foreman (Marshall, 10 gennaio 1949 – Houston, 21 marzo 2025) è stato un pugile statunitense.
Soprannominato Big George, considerato una leggenda della boxe, fu protagonista di una singolare e lunghissima carriera, protrattasi dapprima dal 1969 al 1977 e successivamente dal 1987 al 1997, nel corso della quale fu due volte campione del mondo dei pesi massimi.
Si avvicinò al mondo del pugilato dopo aver vissuto una gioventù difficile e tormentata, conquistando la medaglia d'oro olimpica nella categoria dei pesi massimi a Città del Messico 1968. Passato tra i professionisti l'anno seguente, si affermò subito come uno dei più temibili picchiatori della categoria e nel 1973 conquistò il titolo mondiale detronizzando con facilità l'imbattuto campione Joe Frazier. Seguirono quindi due difese del titolo e la sua prima sconfitta da professionista subita nel drammatico Rumble in the Jungle per mano di Muhammad Ali.
Inseguì poi senza successo una seconda chance mondiale e dopo la sconfitta nel 1977 contro un poco quotato Jimmy Young si ritirò per la prima volta. A seguito di ciò che lui stesso definì come una teofania cambiò il proprio stile di vita e si avvicinò alla religione, divenendo un ministro ordinato. Tornò quindi sul ring nel 1987 e sette anni dopo, all'età di 45 anni, riconquistò i titoli del mondo WBA, IBF e lineare mettendo KO il ventisettenne Michael Moorer. Ciò lo rese il più anziano campione del mondo nella storia dei pesi massimi, nonché il più vecchio in qualsiasi divisione di peso. Quest'ultimo primato fu poi battuto, 16 anni dopo, da Bernard Hopkins. Si ritirò per la seconda ed ultima volta nel 1997, all'età di 48 anni, dopo una discussa sconfitta contro Shannon Briggs.
La International Boxing Hall of Fame lo ha riconosciuto fra i più grandi pugili di ogni epoca. Occupa l'8ª posizione della classifica dei più grandi pesi massimi di sempre, secondo la International Boxing Research Organization (IBRO). Nel 2002 è stato nominato tra i 25 più grandi pugili degli ultimi 80 anni dalla rivista The Ring, che lo ha piazzato anche al 9º posto tra i più grandi picchiatori di sempre. Nel 1973 e 1976 è stato insignito del premio pugile dell'anno, indetto dalla stessa.
A seguito del suo ritiro è rimasto impegnato nel mondo dell'imprenditoria. Negli anni novanta è stato testimonial del George Foreman Grill, bistecchiera multiuso che ha venduto oltre 100 milioni di unità in tutto il mondo. Nel 1999 ha venduto i suoi diritti di denominazione all'azienda produttrice per 138 milioni di dollari.
Foreman si è spento il 21 marzo 2025 all'età di 76 anni.

## Biografia
Nato il 10 gennaio del 1949 a Marshall, in Texas, crebbe in un quartiere disagiato di Fifth Ward, a Houston. Il padre biologico Leroy Moorehead era un veterano di guerra e si separò dalla madre Nancy poco dopo la nascita del figlio. Più tardi la donna si sposò con JD Foreman, uomo che per diverso tempo George avrebbe creduto suo vero padre. Complici frequenti liti coniugali e l'assenza quasi totale di una figura paterna, Foreman ebbe un'adolescenza turbolenta e numerosi problemi con la legge, venendo frequentemente coinvolto in risse e battaglie fra bande rivali.
Nel 1965 entrò a far parte dello Job Corps, un'agenzia del governo americano che promuoveva una sorta di lavori socialmente utili e la riqualificazione professionale dei partecipanti, e per due anni lavorò in Oregon, collaborando ad opere di costruzione e rimboschimento. Durante la permanenza in Oregon, la sua attitudine bellicosa fu causa di continue risse con i suoi colleghi. Fu allora che un istruttore di pugilato, Nick Broadus, intuì le grandi potenzialità del giovane e turbolento Foreman e lo introdusse alla boxe. Egli sognava inizialmente di seguire le orme di Jim Brown nel mondo del football americano ma fu convinto più tardi a focalizzarsi unicamente sul pugilato.

### Vita personale
Nel 1985 ha sposato Mary Joan Martelly. In precedenza è stato sposato quattro volte: con Adrienne Calhoun dal 1971 al 1974, con Cynthia Lewis dal 1977 al 1979, con Sharon Goodson dal 1981 al 1982, e con Andrea Skeete dal 1982 al 1985.
Ha avuto dodici figli, due dei quali – Freeda (1976-2019) e George Foreman III (1983) – sono a loro volta entrati nel mondo della boxe. Freeda è stata professionista dal 2000 al 2001 mentre George III è stato attivo come peso massimo dal 2009 al 2012. La figlia Freeda è stata trovata morta il 9 marzo 2019 nella sua abitazione a Houston.

## Lo stile di combattimento
Lo stile di combattimento di Foreman era imperniato soprattutto sulla potenza: alto 193 cm circa, con un peso in carriera che variò dai 98 ai quasi 120 kg. Era dotato di un'enorme forza fisica che imponeva senza sosta per tutto il corso dell'incontro. Martellava al corpo e al volto l'avversario con tutta la sua energia, concentrato e determinato a sfiancarlo e metterlo al tappeto con la forza dei suoi pugni. Pochi pugili nel corso della carriera sono stati in grado di resistere ai suoi attacchi terminando in piedi tutto l'incontro. La sua strategia si basava prevalentemente su una costante pressione sull'avversario, chiudendosi nel contempo in una stretta guardia quando subiva l'attacco. Imponeva la sua linea investendo con continui ganci e potentissimi montanti l'avversario senza dargli alcuna tregua. Tale stile di combattimento fece la sua fortuna e si mostrò particolarmente efficace contro i numerosissimi pugili affrontati nella sua lunga carriera.
Parliamo di boxeur anche particolarmente quotati come Ken Norton e Joe Frazier (al tappeto per 6 volte in due round, devastato dai pugni di Foreman).
Tuttavia tale stile combattivo in cui la forza prevaleva rispetto alla pura tecnica, mostrò allo stesso tempo i suoi limiti contro pugili particolarmente intelligenti dal punto di vista tattico e abili a schivare e incassare colpi. Uno su tutti Muhammad Ali, che nel famoso incontro "Rumble in the jungle", schivando ed incassando con maestria i colpi di Foreman, danzandogli intorno ed innervosendolo (tattiche spesso usate da Muhammad Ali) riuscì a destabilizzarlo e fargli perdere sicurezza. Con il passare dei round i colpi di Foreman iniziarono a perdere di efficacia e perse l'incontro all'ottavo round per knock-out.

## Carriera

### La carriera amatoriale e la vittoria olimpica
Nel 1967, a San Francisco, disputò il primo incontro da dilettante e lo vinse per KO al primo round. Vinse con facilità il campionato nazionale dei dilettanti (National Amateur Athletic Union Boxing Championship), assicurandosi così la partecipazione ai Giochi olimpici di Città del Messico 1968, dove conquistò la medaglia d'oro per la categoria dei pesi massimi, sconfiggendo in semifinale Giorgio Bambini e in finale il sovietico Jonas Čepulis, entrambe le volte prima del limite.
In quei Giochi Foreman fu protagonista di un gesto che in patria gli valse molte critiche e gli alienò la simpatia di parte della popolazione afro-americana: dopo aver vinto l'ultimo incontro, rimase per qualche minuto sul ring sventolando una piccola bandiera americana a pochi giorni di distanza dalla protesta di Tommie Smith e John Carlos che, simpatizzanti del movimento politico delle Pantere Nere, durante la cerimonia di premiazione dei vincitori della corsa dei 200 metri, avevano sollevato un pugno chiuso avvolto in un guanto nero, e durante l'esecuzione dell'inno americano avevano giocherellato con le medaglie e sorriso in modo beffardo. Tale clamorosa protesta, tesa a denunciare all'opinione pubblica mondiale il razzismo che caratterizzava la società americana, costò ai due atleti l'espulsione dalla squadra olimpica americana. L'esultanza "patriottica" di Foreman, per contrasto, sembrava esprimere l'indifferenza del pugile texano alle battaglie civili che si stavano combattendo nel suo paese e gli valse l'epiteto di "Zio Tom".

### I primi anni da professionista
Dopo la vittoriosa esperienza olimpica, Foreman passò tra i professionisti, sotto la guida di Dick Sadler e dell'anziano campione dei massimi leggeri Archie Moore. Nel 1969 disputò 13 incontri, vincendone 11 per KO entro la quinta ripresa e due ai punti. Uno dei suoi avversari, Cookie Wallace, riuscì a resistere solo per 23 secondi alla potenza devastante del texano.
La sua marcia inarrestabile proseguì nel 1970, quando vinse per KO 11 incontri su 12 disputati. Tra le vittime illustri il campione canadese George Chuvalo, famoso per le sue eccezionali capacità di incassatore e per non essere mai andato al tappeto in tutta la carriera. Nemmeno Foreman riuscì nell'impresa di atterrare Chuvalo, ma la sua vittoria fu comunque impressionante: KO tecnico alla terza ripresa dopo una serie di colpi durissimi che l'avversario riceveva ormai passivamente. In quell'anno solo l'argentino Gregorio Peralta, comunque largamente sconfitto ai punti, fu in grado di arrivare fino al limite delle riprese previste contro Foreman.
Nel 1971 disputò 7 incontri, vincendoli tutti per KO: tra i quali la rivincita con Peralta, che finì al tappeto alla decima ripresa. Alla fine dell'anno, con un record di 32 vittorie su 32 incontri disputati, venne classificato come primo pretendente al titolo dalle due federazioni pugilistiche mondiali, la WBA e la WBC.
Dovette però pazientare ancora un anno prima di avere la possibilità di battersi per il titolo. Nell'attesa che gli venisse concessa tale opportunità, nel 1972 incontrò 5 avversari che sconfisse tutti per ko entro i primi 3 rounds.

### Il titolo mondiale e l'apogeo della carriera

#### La conquista del titolo contro Joe Frazier
Il 22 gennaio 1973 a Kingston, in Giamaica, Foreman incontrò Joe Frazier, il campione del mondo in carica, in un incontro valevole per il titolo mondiale. Frazier era un pugile che godeva di molto credito: ancora imbattuto, dominava la categoria dei massimi da quando Muhammad Ali era stato privato del titolo e costretto all'inattività per motivi politici. Aveva poi resistito al rientro di quest'ultimo, sconfiggendolo in un memorabile match combattuto nel 1971, durante il quale riuscì addirittura ad atterrarlo.
Nonostante l'indubbio valore dell'avversario, Foreman vinse con una facilità che suscitò scalpore. La sua soverchiante potenza fece apparire quell'incontro quasi un pestaggio, tanto fu a senso unico: già nella prima ripresa aveva mandato per tre volte Frazier al tappeto, e dopo tre ulteriori atterramenti nella seconda, l'arbitro decise di fermare l'incontro. Indimenticabile il colpo che chiuse il match: un montante destro che sollevò Frazier per scaraventarlo al tappeto. Lo stesso Frazier, in un'intervista concessa 10 anni dopo, ricordò con ironia la sua pesante sconfitta: "George Foreman fece di me uno yo-yo", alludendo al fatto che non appena si rialzava in piedi veniva inesorabilmente rispedito al tappeto.

#### Un campione poco amato
Il nuovo campione del mondo, pur rispettato e apprezzato per le sue eccezionali qualità di pugile, non ebbe però la simpatia ed il gradimento del pubblico. Diffidente, scontroso al limite dell'intrattabilità e poco disponibile ad incontrare la stampa, Foreman si trovò ben presto imprigionato nel ruolo del "cattivo" da battere. Le sue stesse rapidissime ed inesorabili vittorie gli conferivano un'aura di quasi disumana potenza e ferocia.

### Prime vittoriose difese del titolo
Il 1º settembre 1973, a Tokyo, incontrò il portoricano José Roman per la prima difesa del titolo. In appena 55", Foreman atterrò l'avversario per tre volte e vinse alla prima ripresa: l'incontro rimane tuttora il più breve nella storia dei pesi massimi.

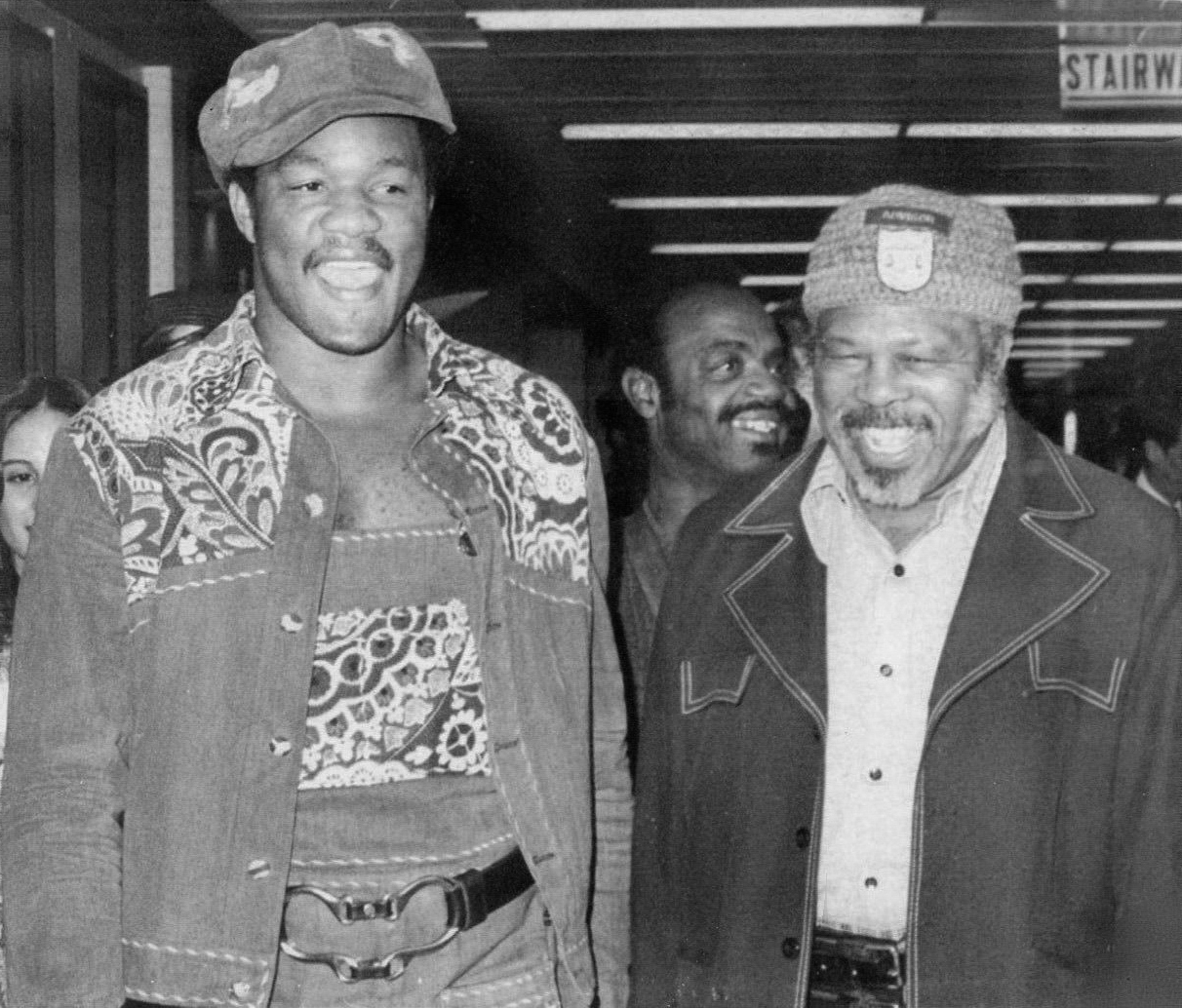
Foreman e Archie Moore nel 1974.

Il 26 marzo 1974 a Caracas, in Venezuela, Foreman affrontò un pugile di ben altra caratura: Ken Norton, che di lì a qualche anno sarebbe diventato campione del mondo. Norton era considerato come lo sfidante nº 1 dopo che, l'anno prima, aveva sconfitto ai punti Muhammad Ali e con un colpo fortissimo lo aveva addirittura atterrato, fratturandogli la mascella. Questo incontro rappresentava dunque il primo vero banco di prova per il nuovo campione e fu seguito con grande interesse: tra gli spettatori erano presenti Muhammad Ali, Oscar Bonavena e Joe Louis che, poco prima dell'inizio, salì sul ring a salutare i due pugili.
Il match fu un'esibizione di aggressività e potenza: a Foreman bastò poco per aver ragione dell'avversario e già alla seconda ripresa i secondi di Norton si convinsero che era il caso di gettare la spugna e fermare l'incontro. Qualche anno più tardi, ricordando quegli avvenimenti, Norton disse: "La sera che mi confrontai con lui George fu mostruoso: l'impersonificazione, per cinque minuti, dell'Armata Rossa all'attacco."
Dopo la vittoria su Norton, molti cominciarono a riferirsi a Foreman come al "Marciano nero", prefigurando per lui un lungo e incontrastato regno sulla categoria dei pesi massimi: la sua esuberanza atletica, la straordinaria potenza dei suoi colpi, la facilità con la quale si era sbarazzato di tutti i migliori pugili in circolazione lo fecero apparire imbattibile.

### "The Rumble in the Jungle": l'incontro con Muhammad Ali

#### Un incontro storico

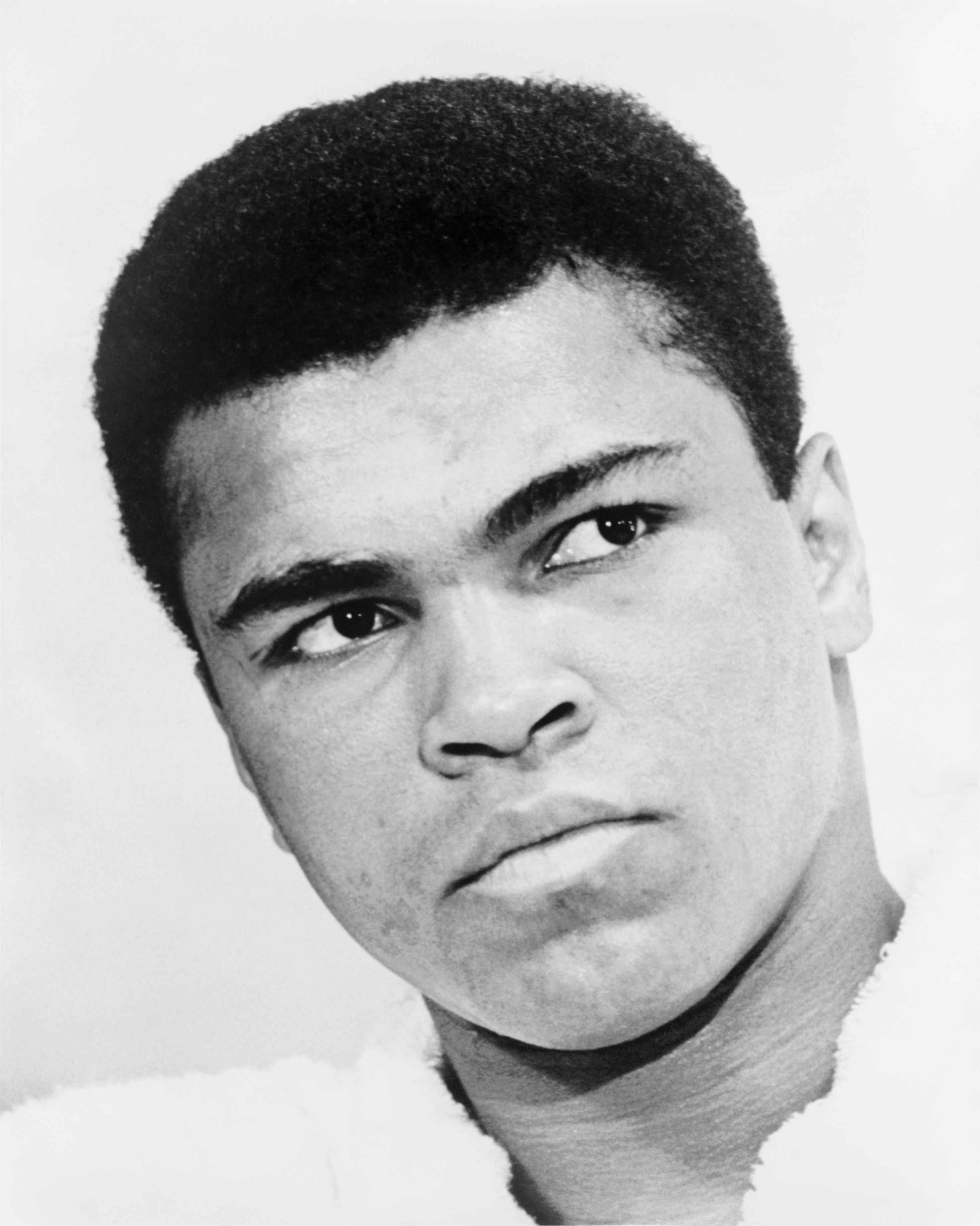
Muhammad Ali

La successiva difesa del titolo vide Foreman confrontarsi con Muhammad Ali, in uno degli avvenimenti sportivi più famosi della storia: The Rumble in the Jungle ("La rissa nella giungla"). L'incontro ha ispirato il film Rocky III di Sylvester Stallone, il film documentario Quando eravamo re di Leon Gast ed un racconto di Norman Mailer (The Match); secondo Spike Lee avrebbe rappresentato una tappa importante nella storia della comunità nera degli Stati Uniti.
The Rumble in the Jungle fu il primo grande avvenimento pugilistico organizzato dal controverso Don King, per il quale costituì una sorta di trampolino di lancio per la sua fortunata carriera. Si svolse a Kinshasa, in Zaire, nello stadio 20 maggio (oggi Stade Tata Raphaël) e fu il primo campionato mondiale dei pesi massimi ad aver luogo in Africa. Il dittatore zairese Mobutu Sese Seko, in cerca di visibilità internazionale, offrì una borsa di 5 milioni di dollari per ognuno dei due contendenti. L'incontro venne preceduto da un festival cui parteciparono molti musicisti afro-americani, tra i quali James Brown, B.B. King e The Spinners.
Inizialmente previsto per il 25 settembre del 1974, fu poi disputato il 30 ottobre dello stesso anno, in seguito ad un rinvio causato da un infortunio in allenamento di cui era stato vittima Foreman.

#### La vigilia da grande favorito
I pronostici della vigilia vedevano Foreman largamente favorito. Diversi fattori sembravano sostenere tale convinzione: Foreman appariva nel pieno del vigore atletico, mentre Ali, di 7 anni più anziano, sembrava aver intrapreso il viale del tramonto, soprattutto dopo il tentativo fallito di riconquista del titolo; Foreman arrivava all'appuntamento con il considerevole record di 40 vittorie (di cui 37 per KO) su 40 incontri disputati, mentre Ali sempre più raramente riusciva ad imporsi prima del limite; Ali era stato sconfitto da Joe Frazier e da Norton, pugili che erano stati sbaragliati da Foreman nel giro di due riprese.
Negli Stati Uniti Howard Cosell, uno dei più popolari ed autorevoli commentatori di pugilato, riteneva improbabile una vittoria di Ali e prefigurava il suo ritiro dal ring dopo l'incontro. Secondo quanto racconta lo scrittore Norman Mailer anche l'entourage dello stesso Ali era pervaso da un grande pessimismo circa l'esito del match.
Nonostante il clima di sfiducia che lo circondava, Muhammad Ali non perdeva occasione per ribadire la sua certezza nella vittoria, galvanizzato dall'entusiasmo della popolazione zairese che lo aveva accolto trionfalmente. Inoltre operò una vera e propria campagna di disinformazione annunciando che avrebbe "danzato" sul ring come non mai, rendendosi imprendibile e vanificando così la potenza dell'avversario. Proprio per prepararsi a questa eventualità, Foreman si allenò con sparring-partner particolarmente veloci e mobili, affinando la tecnica di chiudere l'avversario all'angolo.

#### L'inattesa sconfitta

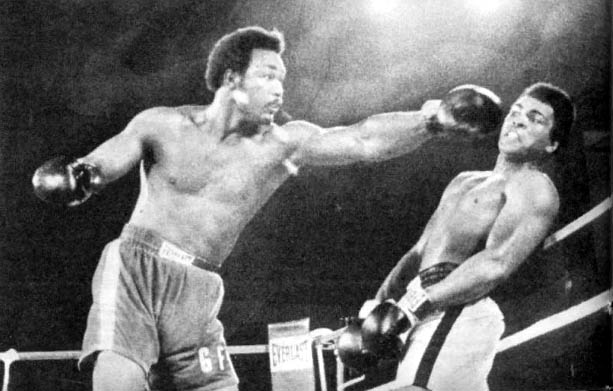
Foreman vs Muhammad Ali

Davanti a 100.000 africani entusiasti, l'incontro si aprì con Ali inaspettatamente all'attacco, nel tentativo di cogliere di sorpresa l'avversario con alcuni rapidissimi uno-due al volto. Nei round successivi la costante, implacabile pressione di Foreman incollò Ali alle corde. I colpi fortissimi del campione del mondo risultavano però poco efficaci e non riuscivano a penetrare l'ermetica difesa di Ali. Il pugile di Louisville si era infatti affidato all'inaspettata strategia del rope-a-dope. Foreman, provocato da Ali che lo scherniva e lo insultava, continuava a portare senza sosta colpi rabbiosi e violenti che finivano però sulle braccia o sui guantoni dell'avversario. Il risultato del suo sterile attacco fu che, con il passare delle riprese, era sempre più stanco e i suoi colpi sempre meno potenti e Ali, arroccato nella sua impenetrabile difesa, dava l'impressione di risparmiare le forze e di resistere bene alla violenza dell'avversario. Verso la fine della quinta ripresa, fu chiaro che Ali aveva ormai il controllo dell'incontro, quando lanciò un improvviso attacco colpendo ripetutamente Foreman al volto.
L'ottavo round sembrava riproporre il copione delle riprese precedenti, con Foreman all'attacco e Ali chiuso nell'angolo con il volto nascosto dietro i guantoni alzati, quando improvvisamente arrivò l'inatteso epilogo: in un fulmineo contrattacco Muhammad Ali uscì dall'angolo e portò una serie al volto dell'ormai esausto Foreman che, per la prima volta nella sua carriera, crollò al tappeto.
Foreman fu incapace di accettare la sconfitta: dichiarò di essere stato avvelenato prima del match e accusò i secondi di Ali di aver deliberatamente allentato le corde del ring per permettere al loro pugile di potercisi appoggiare per evitare i suoi colpi. Solo molti anni più tardi fu in grado di riconoscere che a Kinshasa Ali vinse perché "era, almeno per quella notte, l'atleta migliore".

### La crisi ed il ritiro
Dopo la sconfitta di Kinshasa, Foreman attraversò un lungo periodo di depressione (accentuato dalla scoperta che i suoi familiari avevano scommesso sulla sua sconfitta) dal quale uscì a fatica e solo a prezzo di un radicale cambiamento del suo modo di vivere.
Per tutto il 1975 fu lontano dal ring: come lui stesso ammise molti anni dopo in un'intervista, egli trascorse quell'anno tra Parigi e gli Stati Uniti dedicandosi alle avventure sessuali e all'acquisto di auto costose e animali esotici. Il suo senso di frustrazione però non diminuì, ed anzi venne accresciuto dalla scoperta del suo vero padre biologico, il veterano di guerra Leroy Morehood, che Foreman andò a conoscere poco prima che l'uomo morisse. Nel 1976 tornò a combattere e, nel suo primo incontro dopo la sconfitta di Kinshasa, affrontò Ron Lyle, un pugile potente e temutissimo. Fino a quel momento Foreman aveva incontrato avversari che, intimoriti dalla sua potenza, avevano cercato di contrastarlo opponendogli altre qualità (tecnica, esperienza, velocità, maggiore mobilità, ecc.) e comunque affrontandolo sempre con grande cautela; Lyle fu il primo e unico pugile disposto a misurarsi con Foreman sul terreno a questo più congeniale, quello della potenza.
Ne risultò un match tanto violento e spettacolare da sembrare quasi una finzione cinematografica. Foreman terminò la prima ripresa barcollando, dopo essere stato colpito da un diretto destro. Nelle due riprese successive i due contendenti continuarono a scambiarsi colpi violentissimi, tanto che arrivarono entrambi stremati alla fine del terzo round. Nella quarta ripresa una combinazione di Lyle mandò Foreman al tappeto. Foreman riuscì a rialzarsi e venne nuovamente investito da una serie di pugni al volto ma, proprio mentre sembrava sul punto di crollare di nuovo, centrò Lyle con un diretto destro mandandolo a terra. Anche Lyle riuscì a rimettersi in piedi ed addirittura a trovare le forze per un'altra serie di colpi violentissimi che abbatterono Foreman per la seconda volta. Foreman si rialzò di nuovo e riuscì a terminare la ripresa. Nel quinto round i due, abbandonata ogni cautela difensiva ed ormai esausti, continuarono a colpirsi con violenza fin quando Foreman chiuse l'avversario all'angolo e portò una successione di colpi al volto di Lyle che crollò per il definitivo KO. Per la rivista specializzata "Ring Magazine" fu "l'incontro dell'anno". Nel successivo incontro si confrontò ancora con Joe Frazier, imponendosi per KO al quinto round. Entro la fine del 1976 seguirono due ulteriori vittorie, entrambe per KO, contro Scott Ledoux e contro Dino Dennis.
Il 1977 fu per Foreman un anno decisivo. Dopo aver sconfitto in quattro riprese Pedro Agosto, incontrò, nell'isola di Porto Rico, Jimmy Young, un pugile poco potente ma molto tecnico e veloce che l'anno precedente era stato sconfitto ai punti sia da Norton sia da Muhammad Ali. Young dominò l'incontro già dall'inizio, grazie alla sua maggiore mobilità, e Foreman giunse alle ultime riprese esausto. Alla dodicesima e ultima ripresa andò addirittura al tappeto, più per la spossatezza che per i colpi dell'avversario, riuscendo comunque a rialzarsi e a perdere ai punti per decisione unanime.

### La vocazione religiosa
Immediatamente dopo la conclusione dell'incontro con Young, nello spogliatoio Foreman fu vittima di un episodio di ipertermia ed ebbe un'esperienza di pre morte. Secondo quanto riferisce nella sua autobiografia ("God in my corner") si sarebbe ritrovato, disperato e solo, in un luogo di desolazione e paura e qui avrebbe udito la voce di Dio che gli imponeva di cambiare vita e di rivolgersi alle opere di bene. Segnato profondamente da questa esperienza, operò un radicale cambiamento nella sua vita: smise di combattere, fu ordinato ministro di culto di una chiesa di Houston, in Texas, e aprì, nella stessa città, un centro di assistenza a giovani problematici che porta il suo nome, il "George Foreman Youth Center". Per i successivi dieci anni si dedicò solo alla sua numerosa famiglia, ai suoi parrocchiani, allo studio del Vangelo e alla predicazione.

### Il rientro e la riconquista del titolo mondiale

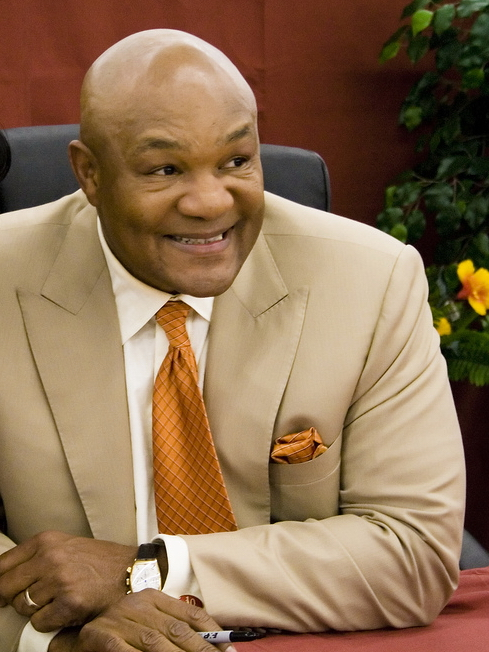
George Foreman, 2007

#### I motivi del rientro
Nel 1987, dopo 10 anni trascorsi lontano dal ring, Foreman annunciò il suo rientro nella boxe, all'età di 38 anni. Nell'aprile di quello stesso anno un altro grande pugile, Sugar Ray Leonard, l'ex campione del mondo dei pesi medi, tornò a combattere dopo 5 anni di assenza per sfidare il campione del mondo in carica, Marvin Hagler, assicurandosi una borsa di 11 milioni di dollari. Per Foreman, invece, ci sarebbero stati, almeno all'inizio, avversari poco quotati e guadagni modesti.
Invitato a spiegare i motivi del suo rientro, disse: "Per Leonard è solo una questione di soldi, una "botta e via". Anche per me il denaro ha una sua importanza, ma secondaria. Io voglio tornare ad essere campione. Ho un piano per i prossimi 3 anni: ricominciare dal fondo, allenarmi più di chiunque altro, combattere una volta al mese. Non si può avere tutto e subito.".
Nella decisione del rientro pesarono anche motivazioni economiche: nei suoi 9 anni di professionismo Foreman aveva guadagnato circa 10 milioni di dollari, di cui gli rimaneva, però, ben poco. "Ho predicato e ho costruito il "George Foreman Youth and Community Center". L'anno scorso un mio amico cominciò a chiedere in giro 400 dollari di cui avevamo bisogno per portare avanti un nostro progetto. La cosa mi imbarazzò. Decisi allora di andarmi a guadagnare i soldi che ci servivano. Il pugilato è una professione onorevole. Mi dissi: vai a guadagnarti qualcosa e rimani in pace.".

#### I primi vittoriosi incontri
Foreman rientrò sul ring nel 1987: da quel momento combatté mediamente una volta ogni 45 giorni per riabituarsi al combattimento sul ring. Solo nel 1990 incontrò un avversario di vero spessore: l'ex pretendente alla corona mondiale Gerry Cooney, sconfitto nel giro di due round. Questo match decretò l'effettivo status di possibile pretendente alla corona mondiale di Foreman. E nel 1991, ad Atlantic City, si tenne l'incontro George Foreman - Evander Holyfield, allora campione mondiale. Big George perse per decisione unanime. Due anni dopo e tre match interlocutori vinti per KO, Foreman ebbe una nuova possibilità contro Tommy Morrison per il titolo dei pesi massimi WBO vacante. Anche questa volta Foreman perse per decisione unanime, ma in un match comunque competitivo.

#### Conquista del titolo e ultimi anni
Dopo la sconfitta contro Morrison, Foreman non tornò più sul ring, nonostante fosse designato sfidante ufficiale del campione del mondo Michael Moorer, detentore delle corone WBA e IBF. La scelta di far ricadere lo status di sfidante su Foreman fu anche dovuta al particolare momento che la categoria dei pesi massimi stava attraversando: Mike Tyson stava scontando la condanna per stupro in prigione, Evander Holyfield e Riddick Bowe avevano un match programmato fra di loro e Lennox Lewis stava cercando di ricostruire la sua carriera dopo l'inaspettata sconfitta contro Oliver McCall.
L'incontro si svolse a Las Vegas nel 1994 e venne inizialmente dominato dal veloce Moorer. Foreman non combatteva da un anno e mezzo. Inizialmente in svantaggio sui cartellini, alla decima ripresa riuscì a penetrare la difesa del campione con un preciso diretto sinistro seguito immediatamente da un destro che scosse pesantemente il campione. Nel corso della stessa ripresa Foreman riuscì a piazzare la medesima combinazione e Moorer crollò al tappeto senza riuscire ad alzarsi prima del "dieci" dell'arbitro. Foreman, a 45 anni e 9 mesi, diventò il più anziano campione mondiale dei pesi massimi di sempre, record tuttora imbattuto.
Poco dopo la WBA lo privò del titolo, in seguito al suo rifiuto di affrontare lo sfidante designato Tony Tucker.
Nel 1995 difese il titolo contro Alex Schultz, vincendo ai punti in 12 riprese. Da questo incontro Foreman poté fregiarsi di un'altra corona mondiale, messa in palio in questo match dalla neonata WBU, altra federazione minore nata nel marasma di scissioni che colpì l'organizzazione mondiale della boxe tra gli anni ottanta e novanta. Poco dopo tuttavia, la IBF lo privò del titolo per il suo rifiuto a concedere la rivincita a Schultz.
Difese il titolo WBU altre 2 volte, nel 1996 a Tokio, contro Crawford Grimsley, vincendo ai punti per decisione unanime (nell'occasione si fregiò della corona di un'altra federazione neocostituita, la IBA) e nel 1997, ad Atlanta, vincendo ai punti per decisione non unanime contro Lou Savarese.
Il successivo e ultimo incontro fu nel novembre 1997, all'età di 48 anni e 10 mesi, in un match non valido per nessun titolo contro Shannon Briggs. Foreman fu sconfitto ai punti per decisione non unanime, risultato questo molto contestato in quanto ritenuto non veritiero e parzialmente ingiusto nei suoi confronti. Dopo il match dichiarò il suo ritiro definitivo.

## Dopo il ritiro
Dopo il suo ritiro Foreman è rimasto impegnato in attività di imprenditoria, principalmente nel settore alimentare e vestiario. Celebre la sua George Foreman Grill, una salsa da barbeque che ha venuto oltre 100 milioni di unità.
Alla scomparsa di Muhammad Ali nel giugno 2016, Foreman ricordò il pugile di Louisville come una profonda influenza nella sua vita e lo definì come "il migliore di tutti i tempi".

## Nella cultura di massa
- Gli eventi del famoso match del 1974 con Muhammad Ali Rumble in the jungle vennero raccontati nel documentario Quando eravamo re, vincitore di un Academy Award.
- Nel 2023 viene realizzato un lungometraggio sulla sua biografia, George Foreman - Cuore da leone (Big George Foreman), diretto da George Tillman Jr. ed interpretato da Khris Davis.

## Curiosità
- Ha ispirato il personaggio di Clubber Lang, pugile antagonista nel terzo film della saga di Rocky.
- Nel sesto film della saga di Rocky Balboa, l'incontro di Rocky contro Mason Dixon è paragonato al suo match mondiale contro Michael Moorer del 1994. Il cronista all'inizio dell'incontro di Rocky commenta così: "Se il vecchio George Foreman scioccò il mondo con un pugno, perché non potrebbe farlo anche il vecchio Rocky Balboa" (2006).
- Nel 1999 ha recitato in un cameo nella parte di se stesso nel film Incontriamoci a Las Vegas
- Nel 1975 recita nell'episodio Uno strano incontro di boxe (2x17) della serie L'uomo da sei milioni di dollari.
- Appare nella puntata Il Bender furioso della serie TV Futurama dove fa il commentatore di un incontro di pugilato.
- Ha preso parte al film Una notte al museo 2 impersonando se stesso.

## Risultati nel pugilato
| N. | Risultato | Record | Avversario           | Tipo | Round, tempo  | Data              | Località                                                             | Note                                                         |
| -- | --------- | ------ | -------------------- | ---- | ------------- | ----------------- | -------------------------------------------------------------------- | ------------------------------------------------------------ |
| 81 | Sconfitta | 76–5   | Shannon Briggs       | MD   | 12            | 22 novembre 1997  | Etess Arena, Atlantic City, New Jersey                               |                                                              |
| 80 | Vittoria  | 76–4   | Lou Savarese         | SD   | 12            | 26 aprile 1997    | Convention Hall, Atlantic City, New Jersey                           |                                                              |
| 79 | Vittoria  | 75–4   | Crawford Grimsley    | UD   | 12            | 3 novembre 1996   | NK Hall, Urayasu, Giappone                                           |                                                              |
| 78 | Vittoria  | 74–4   | Axel Schulz          | MD   | 12            | 22 aprile 1995    | MGM Grand Garden Arena, Paradise, Nevada                             |                                                              |
| 77 | Vittoria  | 73–4   | Michael Moorer       | KO   | 10 (12), 2:03 | 5 novembre 1994   | MGM Grand Garden Arena, Paradise, Nevada                             | Vince titoli WBA e IBF dei pesi massimi                      |
| 76 | Sconfitta | 72–4   | Tommy Morrison       | UD   | 12            | 7 giugno 1993     | Thomas & Mack Center, Paradise, Nevada                               | Incontro valido per il vacante titolo WBO                    |
| 75 | Vittoria  | 72–3   | Pierre Coetzer       | TKO  | 8 (10), 1:48  | 16 gennaio 1993   | Convention Center, Reno, Nevada, U.S                                 |                                                              |
| 74 | Vittoria  | 71–3   | Alex Stewart         | MD   | 10            | 11 aprile 1992    | Thomas & Mack Center, Paradise, Nevada                               |                                                              |
| 73 | Vittoria  | 70–3   | Jimmy K. Ellis       | TKO  | 3 (10), 1:36  | 7 dicembre 1991   | Convention Center, Reno, Nevada                                      |                                                              |
| 72 | Sconfitta | 69–3   | Evander Holyfield    | UD   | 12            | 19 aprile 1991    | Convention Hall, Atlantic City, New Jersey                           | Incontro valido per i titoli WBA, WBC e IBF dei pesi massimi |
| 71 | Vittoria  | 69–2   | Terry Anderson       | KO   | 1 (10), 2:59  | 25 settembre 1990 | London Arena, Londra, Inghilterra                                    |                                                              |
| 70 | Vittoria  | 68–2   | Ken Lakusta          | KO   | 3 (10), 1:24  | 31 luglio 1990    | Northlands AgriCom, Edmonton, Alberta, Canada                        |                                                              |
| 69 | Vittoria  | 67–2   | Adilson Rodrigues    | KO   | 2 (10), 2:39  | 16 giugno 1990    | Caesars Palace, Paradise, Nevada                                     |                                                              |
| 68 | Vittoria  | 66–2   | Mike Jameson         | TKO  | 4 (10), 2:16  | 17 aprile 1990    | Caesars Tahoe, Stateline, Nevada                                     |                                                              |
| 67 | Vittoria  | 65–2   | Gerry Cooney         | KO   | 2 (10), 1:57  | 15 gennaio 1990   | Convention Hall, Atlantic City, New Jersey                           |                                                              |
| 66 | Vittoria  | 64–2   | Everett Martin       | UD   | 10            | 20 luglio 1989    | Convention Center, Tucson, Arizona                                   |                                                              |
| 65 | Vittoria  | 63–2   | Bert Cooper          | RTD  | 2 (10), 3:00  | 1º giugno 1989    | Pride Pavilion, Phoenix, Arizona                                     |                                                              |
| 64 | Vittoria  | 62–2   | J. B. Williamson     | TKO  | 5 (10), 1:37  | 30 aprile 1989    | Moody Gardens Hotel Spa, Galveston, Texas                            |                                                              |
| 63 | Vittoria  | 61–2   | Manoel De Almeida    | TKO  | 3 (10), 2:14  | 16 febbraio 1989  | Atlantis Theater, Orlando, Florida                                   |                                                              |
| 62 | Vittoria  | 60–2   | Mark Young           | PTS  | 7 (10), 1:47  | 26 gennaio 1989   | Community War Memorial, Rochester, New York                          |                                                              |
| 61 | Vittoria  | 59–2   | David Jaco           | TKO  | 1 (10), 2:03  | 28 dicembre 1988  | Casa Royal Banquet Hall, Bakersfield, California                     |                                                              |
| 60 | Vittoria  | 58–2   | Tony Fulilangi       | TKO  | 2 (10), 2:26  | 27 ottobre 1988   | Civic Center, Marshall, Texas                                        |                                                              |
| 59 | Vittoria  | 57–2   | Bobby Hitz           | TKO  | 1 (10), 2:59  | 10 settembre 1988 | The Palace, Auburn Hills, Michigan                                   |                                                              |
| 58 | Vittoria  | 56–2   | Ladislao Mijangos    | TKO  | 2 (10), 2:42  | 25 agosto 1988    | Lee County Civic Center, Fort Myers, Florida                         |                                                              |
| 57 | Vittoria  | 55–2   | Carlos Hernández     | TKO  | 4 (10), 1:36  | 26 giugno 1988    | Tropworld Casino and Entertainment Resort, Atlantic City, New Jersey |                                                              |
| 56 | Vittoria  | 54–2   | Frank Lux            | TKO  | 3 (10), 2:07  | 21 maggio 1988    | Sullivan Arena, Anchorage, Alaska                                    |                                                              |
| 55 | Vittoria  | 53–2   | Dwight Muhammad Qawi | TKO  | 7 (10), 1:51  | 19 marzo 1988     | Caesars Palace, Paradise, Nevada                                     |                                                              |
| 54 | Vittoria  | 52–2   | Guido Trane          | TKO  | 5 (10), 2:39  | 5 febbraio 1988   | Caesars Palace, Paradise, Nevada                                     |                                                              |
| 53 | Vittoria  | 51–2   | Tom Trimm            | KO   | 1 (10), 0:45  | 23 gennaio 1988   | Sheraton Twin Towers, Orlando, Florida                               |                                                              |
| 52 | Vittoria  | 50–2   | Rocky Sekorski       | TKO  | 3 (10), 2:48  | 18 dicembre 1987  | Bally's Las Vegas, Paradise, Nevada                                  |                                                              |
| 51 | Vittoria  | 49–2   | Tim Anderson         | TKO  | 4 (10), 2:23  | 21 novembre 1987  | Eddie Graham Sports Complex, Orlando, Florida                        |                                                              |
| 50 | Vittoria  | 48–2   | Bobby Crabtree       | TKO  | 6 (10)        | 15 settembre 1987 | The Hitchin' Post, Springfield, Missouri                             |                                                              |
| 49 | Vittoria  | 47–2   | Charles Hostetter    | KO   | 3 (10), 2:01  | 9 luglio 1987     | County Coliseum, Oakland, California                                 |                                                              |
| 48 | Vittoria  | 46–2   | Steve Zouski         | TKO  | 4 (10), 2:47  | 9 marzo 1987      | ARCO Arena, Sacramento, California                                   |                                                              |
| 47 | Sconfitta | 45–2   | Jimmy Young          | UD   | 2 (10), 0:43  | 17 marzo 1977     | Roberto Clemente Coliseum, San Juan, Porto Rico                      |                                                              |
| 46 | Vittoria  | 45–1   | Pedro Agosto         | TKO  | 4 (10), 2:34  | 22 gennaio 1977   | Civic Center, Pensacola, Florida                                     |                                                              |
| 45 | Vittoria  | 44–1   | John Dino Denis      | TKO  | 4 (10), 2:25  | 15 ottobre 1976   | Sportatorium, Hollywood, Florida                                     |                                                              |
| 44 | Vittoria  | 43–1   | Scott LeDoux         | TKO  | 3 (10), 2:58  | 14 agosto 1976    | Memorial Auditorium, Utica, New York                                 |                                                              |
| 43 | Vittoria  | 42–1   | Joe Frazier          | TKO  | 5 (12), 2:26  | 15 giugno 1976    | Nassau Veterans Memorial Coliseum, Hempstead, New York               |                                                              |
| 42 | Vittoria  | 41–1   | Ron Lyle             | KO   | 5 (12), 2:28  | 24 gennaio 1976   | Caesars Palace, Paradise, Nevada                                     | Vince vacante titolo NABF                                    |
| 41 | Sconfitta | 40–1   | Muhammad Ali         | KO   | 8 (15), 2:58  | 30 ottobre 1974   | Stade du 20 Mai, Kinshasa, Zaire                                     | Perde titoli WBA, WBC e The Ring dei pesi massimi            |
| 40 | Vittoria  | 40–0   | Ken Norton           | KO   | 2 (15), 2:00  | 26 marzo 1974     | Poliedro, Caracas, Venezuela                                         |                                                              |
| 39 | Vittoria  | 39–0   | José Roman           | KO   | 1 (15), 2:00  | 1º settembre 1973 | Nippon Budokan, Tokyo, Giappone                                      |                                                              |
| 38 | Vittoria  | 38–0   | Joe Frazier          | TKO  | 2 (15), 2:26  | 22 gennaio 1973   | National Stadium, Kingston, Giamaica                                 | Vince titoli WBA, WBC e The Ring dei pesi massimi            |
| 37 | Vittoria  | 37–0   | Terry Sorrell        | KO   | 2 (10), 1:05  | 10 ottobre 1972   | Salt Palace, Salt Lake City, Utah                                    |                                                              |
| 36 | Vittoria  | 36–0   | Miguel Angel Paez    | KO   | 2 (10), 2:29  | 11 maggio 1972    | County Coliseum Arena, Oakland, California                           | Vince il titolo Panamericano dei pesi massimi                |
| 35 | Vittoria  | 35–0   | Ted Gullick          | KO   | 2 (10), 2:28  | 10 aprile 1972    | The Forum, Inglewood, California                                     |                                                              |
| 34 | Vittoria  | 34–0   | Clarence Boone       | KO   | 2 (10), 2:55  | 7 marzo 1972      | Civic Center, Beaumont, Texas                                        |                                                              |
| 33 | Vittoria  | 33–0   | Joe Murphy Goodwin   | KO   | 2 (10)        | 29 febbraio 1972  | Municipal Auditorium, Austin, Texas                                  |                                                              |
| 32 | Vittoria  | 32–0   | Luis Faustino Pires  | RTD  | 4 (10), 3:00  | 29 ottobre 1971   | Madison Square Garden, New York City, New York                       |                                                              |
| 31 | Vittoria  | 31–0   | Ollie Wilson         | KO   | 2 (10), 2:35  | 7 ottobre 1971    | Municipal Auditorium, San Antonio, Texas                             |                                                              |
| 30 | Vittoria  | 30–0   | Leroy Caldwell       | KO   | 2 (10), 1:54  | 21 settembre 1971 | Beaumont, Texas                                                      |                                                              |
| 29 | Vittoria  | 29–0   | Vic Scott            | KO   | 1 (10)        | 14 settembre 1971 | County Coliseum, El Paso, Texas                                      |                                                              |
| 28 | Vittoria  | 28–0   | Gregorio Peralta     | TKO  | 10 (15), 2:52 | 10 maggio 1971    | County Coliseum Arena, Oakland, California                           | Vince il vacante titolo NABF dei pesi massimi                |
| 27 | Vittoria  | 27–0   | Stamford Harris      | KO   | 2 (10), 2:58  | 3 aprile 1971     | Playboy Club, Lake Geneva, Wisconsin                                 |                                                              |
| 26 | Vittoria  | 26–0   | Charlie Boston       | KO   | 1 (10), 2:01  | 8 febbraio 1971   | St. Paul Auditorium, Saint Paul, Minnesota                           |                                                              |
| 25 | Vittoria  | 25–0   | Mel Turnbow          | KO   | 1 (10), 2:58  | 18 dicembre 1970  | Center Arena, Seattle, Washington                                    |                                                              |
| 24 | Vittoria  | 24–0   | Boone Kirkman        | TKO  | 2 (10), 0:41  | 18 novembre 1970  | Coliseum, Oklahoma City, Oklahoma, USA                               |                                                              |
| 23 | Vittoria  | 23–0   | Lou Bailey           | TKO  | 3 (10), 1:50  | 3 novembre 1970   | State Fairgrounds International Building, Oklahoma City, Oklahoma    |                                                              |
| 22 | Vittoria  | 22–0   | George Chuvalo       | TKO  | 3 (10), 1:41  | 4 agosto 1970     | Madison Square Garden, New York City, New York                       |                                                              |
| 21 | Vittoria  | 21–0   | Roger Russell        | KO   | 2 (10)        | 20 luglio 1970    | Spectrum, Philadelphia, Pennsylvania                                 |                                                              |
| 20 | Vittoria  | 20–0   | George Johnson       | TKO  | 7 (10), 1:41  | 16 maggio 1970    | The Forum, Inglewood, California                                     |                                                              |
| 19 | Vittoria  | 19–0   | Aaron Eastling       | TKO  | 4 (10), 2:24  | 29 aprile 1970    | Cleveland Arena, Cleveland, Ohio                                     |                                                              |
| 18 | Vittoria  | 18–0   | James J. Woody       | TKO  | 3 (10), 0:37  | 17 aprile 1970    | Felt Forum, New York City, New York                                  |                                                              |
| 17 | Vittoria  | 17–0   | Rufus Brassell       | TKO  | 1 (10), 2:42  | 31 marzo 1970     | Sam Houston Coliseum, Houston, Texas                                 |                                                              |
| 16 | Vittoria  | 16–0   | Gregorio Peralta     | UD   | 10            | 16 febbraio 1970  | Madison Square Garden, New York City, New York                       |                                                              |
| 15 | Vittoria  | 15–0   | Jack O'Halloran      | KO   | 5 (10), 1:10  | 26 gennaio 1970   | Madison Square Garden, New York City, New York                       |                                                              |
| 14 | Vittoria  | 14–0   | Charley Polite       | KO   | 4 (10), 0:44  | 6 giugno 1970     | Sam Houston Coliseum, Houston, Texas                                 |                                                              |
| 13 | Vittoria  | 13–0   | Gary Hobo Wiler      | TKO  | 1 (10)        | 18 dicembre 1969  | Seattle Center Coliseum, Seattle, Washington                         |                                                              |
| 12 | Vittoria  | 12–0   | Levi Forte           | UD   | 10            | 16 dicembre 1969  | Auditorium, Miami Beach, Florida                                     |                                                              |
| 11 | Vittoria  | 11–0   | Bob Hazelton         | TKO  | 1 (6), 1:22   | 6 dicembre 1969   | International Hotel, Winchester, Nevada                              |                                                              |
| 10 | Vittoria  | 10–0   | Max Martinez         | KO   | 2 (10), 2:35  | 18 novembre 1969  | Sam Houston Coliseum, Houston, Texas                                 |                                                              |
| 9  | Vittoria  | 9–0    | Leo Peterson         | KO   | 4 (8), 1:00   | 5 novembre 1969   | Scranton, Pennsylvania                                               |                                                              |
| 8  | Vittoria  | 8–0    | Roberto Davila       | UD   | 8             | 31 ottobre 1969   | Madison Square Garden, New York City, New York                       |                                                              |
| 7  | Vittoria  | 7–0    | Vernon Clay          | TKO  | 2 (6), 0:32   | 7 ottobre 1969    | Sam Houston Coliseum, Houston, Texas                                 |                                                              |
| 6  | Vittoria  | 6–0    | Roy Wallace          | KO   | 2 (6), 0:19   | 23 settembre 1969 | Sam Houston Coliseum, Houston, Texas                                 |                                                              |
| 5  | Vittoria  | 5–0    | Johnny Carroll       | KO   | 1 (6), 2:19   | 18 settembre 1969 | Center Coliseum, Seattle, Washington                                 |                                                              |
| 4  | Vittoria  | 4–0    | Chuck Wepner         | TKO  | 3 (10), 0:54  | 18 agosto 1969    | Madison Square Garden, New York City, New York                       |                                                              |
| 3  | Vittoria  | 3–0    | Sylvester Dullaire   | TKO  | 1 (6), 2:59   | 14 luglio 1969    | Rosecroft Raceway, Oxon Hill, Maryland                               |                                                              |
| 2  | Vittoria  | 2–0    | Fred Askew           | KO   | 1 (6), 2:30   | 1º luglio 1969    | Sam Houston Coliseum, Houston, Texas                                 |                                                              |
| 1  | Vittoria  | 1–0    | Don Waldhelm         | TKO  | 3 (6), 1:54   | 23 giugno 1969    | Madison Square Garden, New York City, New York                       |                                                              |